# Sylvestre Vannoorenberghe
Sylvestre Vannoorenberghe est un directeur de la photographie qui a fait ses études en Belgique.
En 2025, il a reçu le Magritte de la meilleure image pour son travail sur La nuit se traîne.

## Filmographie partielle
Sauf indication contraire, les informations mentionnées dans cette section peuvent être confirmées par la base de données cinématographiques IMDb,  présente dans la section « Liens externes ».

### Au cinéma
- 2021 : Fils de plouc
- 2023 : 11.11.18
- 2024 : La nuit se traîne de Michiel Blanchart
- Plus forts que le diable  (en post-production)

### À la télévision
- 2021 : Jacky and Lindsay  (mini-série télévisée, 5 épisodes, aussi réalisateur)

## Récompenses et distinctions
Il est membre de la Société Belge des Cinématographes (SBC).
- Sylvestre Vannoorenberghe : Récompenses, sur l'Internet Movie Database